# Enrique Ferrari
Enrique Kike Ferrari  (Buenos Aires, 14 de julio de 1972) es un escritor de origen argentino. Su obra se destaca por explorar las tensiones sociales, la corrupción y la violencia, con una mirada crítica y comprometida.
Obras destacadas
- Operación Bukowski (2004): Su primera novela, que marcó el inicio de su carrera literaria.
- Lo que no fue (2009): Obtuvo la primera mención en el premio Casa de las Américas.
- Que de lejos parecen moscas (2011): Una novela negra que se convirtió en un fenómeno de culto y recibió el Premio Memorial Silverio Cañada en la Semana Negra de Gijón.  Fue adaptada al cine bajo el título Moscas. Dirigida por el español Aritz Moreno y escrita por Javier Gullón, la película se estrenó en 2023, protagonizada por Ernesto Alterio en el papel de Luis Machi, un empresario corrupto que se enfrenta a una situación límite al descubrir un cadáver en el maletero de su BMW.  La película se presentó en festivales europeos como los de Bruselas y Bilbao, y recibió una Mención Especial en la 56ª edición del Festival de Sitges.  Aunque aún no tiene fecha de estreno comercial, la adaptación ha generado expectativas por su enfoque crudo y su crítica social.
- Punto ciego (2015): Escrita en coautoría con Juan Mattio.
- Todos nosotros (2019): Una novela que mezcla historia, política y ciencia ficción.
- El significado del fuego (2024): Su obra más reciente, que continúa explorando temas de corrupción y decadencia social.

Reconocimientos
Además del premio en la Semana Negra de Gijón, Ferrari ha sido finalista en prestigiosos galardones internacionales como el Grand Prix de Littérature Policière y el Prix SNCF du polar en Francia. 
Vida personal
Más allá de su faceta literaria, Ferrari ha trabajado como limpiador en el subte de Buenos Aires, lo que le ha valido el apodo de “el escritor proletario”. Su experiencia laboral ha influido en su escritura, aportando una perspectiva auténtica sobre las realidades sociales. 

## Biografía
Fue parte del fanzine literario Juguetes Rabiosos y actualmente es miembro del comité de redacción de la revista La Granada. Como colaborador, de las revistas Sudestada, Marea Popular (Argentina), Casa de las Américas (Cuba), Visión y Fiat Lux (España) y los portales Sigueleyendo (España), Hermano Cerdo (México), Cosecha Roja y Notas (Argentina). Escribe también con regularidad para la revista de los Metrodelegados, el sindicato de los trabajadores del subterráneo de Buenos Aires, del que es delegado de base y trabaja en la estación Pasteur - Amia de la línea B limpiando durante las noches
.

## Obras

### Novelas
- Operación Bukowski (Mondragón, Buenos Aires, 2004)
- Lo que no fue (Casa de las Américas, La Habana, 2009 / Brigada para leer en libertad, Texcoco, 2017)
- Que de lejos parecen moscas (Amargord, Madrid, 2011 / Moisson Rouge, París, 2012 / Punto de Encuentro, Buenos Aires, 2014 / UNAM, Toluca, 2014)
- Punto ciego -en coautoría con Juan Mattio- (Vestales, Buenos Aires, 2015)
- Y es probable que no quede ninguno -traducción de la novela de Hank McPherrar- (Fan, Buenos Aires, 2015)
- Todos nosotros -(Alfaguara, Buenos Aires, 2019)

### Cuentos
- Entonces sólo la noche (El 8vo Loco, Buenos Aires, 2008)
- Nadie es inocente (Lapsus Calami, Madrid, 2014 / Revolver, Buenos Aires, 2015, pbc ediciones, Perú, 2019)

### Ensayos
- Postales Rabiosas y otros juguetes ligeramente literarios (Eloísa Cartonera, Buenos Aires, 2010)

### Antologías
- Buenos Aires no duerme (EudeBA, Buenos Aires, 1998)
- In our own words (MWA, California, 2001)
- Pepsi-Semana Negra (Gijón, 2011)
- Charco Negro (WuWei, Buenos Aires / Unomasuno, Madrid, 2013')
- Pepsi-Semana Negra (Gijón, 2014)
- Otras miradas (Para Leer en Libertad, Azcapotzalco, 2015)
- Los Irregulares (Cazador de Ratas, Madrid, 2015)

### Premios
- 3er lugar en el premio de fomento a la actividad literaria del Fondo Nacional de las Artes (Argentina) por "Entonces sólo la noche", 2008.
- Primera mención en el premio Casa de las Américas (Cuba) por "Lo que no fue", 2009.
- Ganador del Concurso de relatos policiacos de la Semana Negra de Gijón (España) por “Ese nombre” (incluido en “Nadie es inocente”), 2010.
- Primer accésit en el Concurso de relatos policiacos de la Semana Negra de Gijón (España) por “Este infierno de mierda” (incluido en “Nadie es inocente”), 2011
- Silverio Cañada (mejor ópera prima del género negro) de la Semana Negra de Gijón (España) "Que de lejos parecen moscas", 2012.
- Finalista del Grand Prix de Littérature Policière (Francia), por “Que de lejos parecen moscas”, 2012.
- Finalista del Prix SNCF du polar (Francia) por “Que de lejos parecen moscas”, 2012.
- Primer accésit en el Concurso de relatos policiacos de la Semana Negra de Gijón (España) por  “Un paso atrás” (incluido en “Nadie es inocente”),  2014.